# Tolomeo XV Cesare in granodiorite (SCA 88)
La testa colossale di Tolomeo XV Cesare (SCA 88) è il frammento di una statua colossale dell'antico faraone egizio Tolomeo XV Cesare (44–30 a.C.), detto Cesarione, figlio della regina tolemaica Cleopatra VII (51–30 a.C.), con la quale condivise formalmente il regno, e del condottiero romano Gaio Giulio Cesare. L'identità del soggetto è oggetto di ipotesi e dibattiti.

## Storia
Questa testa in granodiorite si inserisce nel filone della statuaria regale tolemaica con caratteri sia greci che egizi: la dinastia tolemaica era infatti di origini macedoni e aveva assunto il potere in Egitto dopo la morte di Alessandro Magno (323 a.C.): tuttavia, le prime rappresentazioni di tali sovrani a fondere al tradizionale stile egizio gli influssi greci cominciarono a essere prodotte solamente sotto Tolomeo V (204–181 a.C.). Il reperto fu scoperto nel 1997 dall'archeologo subacqueo Frack Goddio sul fondale marino al largo di Alessandria d'Egitto, insieme a centinaia d'altri reperti di varia natura (statue, monete, stele, vasellame e altro).

## Descrizione e identificazione
La statua è rotta alle spalle e si sono preservate unicamente la testa, con viso giovanile e naturalistico, e parte del copricapo faraonico nemes: proprio il realismo dei tratti somatici rimanda a un modello più greco che egizio così come l'esecuzione dei capelli, tipica della scultura tolemaica greco-egizia. Sulla superficie del nemes vi sono due serie di fori praticati per l'inserimento di cavicchi: la prima, sulla sommità della testa, serviva a sorreggere una corona non meglio definibile; la seconda serie, sopra le orecchie, sosteneva forse un diadema, una fascia o un paio di corna d'ariete del dio egizio Amon, assimilato al greco Zeus. In un primo momento si credette che non fosse mai stato realizzato, sulla sommità della fronte, l'ureo regale tipico dei sovrani d'Egitto e caduto in disuso in epoca romana (fuorché, curiosamente, per la gente comune nelle raffigurazioni funerarie): l'individuazione delle tracce dell'ureo nel 2001 permise di ascrivere la testa a un re egizio d'epoca tolemaica. 
Lo stile dei capelli fu avvicinato da alcuni alle rappresentazioni di Augusto. Il viso è piatto e largo, la fronte prominente, le palpebre arrotondate, la bocca pesantemente piegata verso il basso in un'espressione "imbronciata" tipica del I secolo a.C. (presente, per esempio, in un colosso di Tolomeo II) Al Museo egizio di Torino, per esempio, si trova una statua di Cleopatra assai simile a questa testa, così come a svariati ritratti attribuiti a non meglio identificati "principi" del I secolo a.C. Si tratterebbe, quindi, di un'opera del periodo, cioè tardo-tolemaica. L'aspetto decisamente giovanile di questo re e le similitudini con l'immagine di Cleopatra a Torino porterebbero ad ascrivere la testa proprio agli anni di Cleopatra; la regina, nel corso degli anni, condivise il potere con cinque uomini: inizialmente i propri fratelli Tolomeo XIII e Tolomeo XIV, poi i propri amanti Gaio Giulio Cesare e Marco Antonio (che però non furono mai proclamati re d'Egitto), infine il proprio figlioletto Tolomeo XV, proclamato coreggente della madre e rappresentato al suo fianco nel Tempio di Hathor a Dendera: è possibile che accanto a questa statua se ne trovasse un'altra della madre, oggi perduta.